# Provincia Central (Islas Salomón)

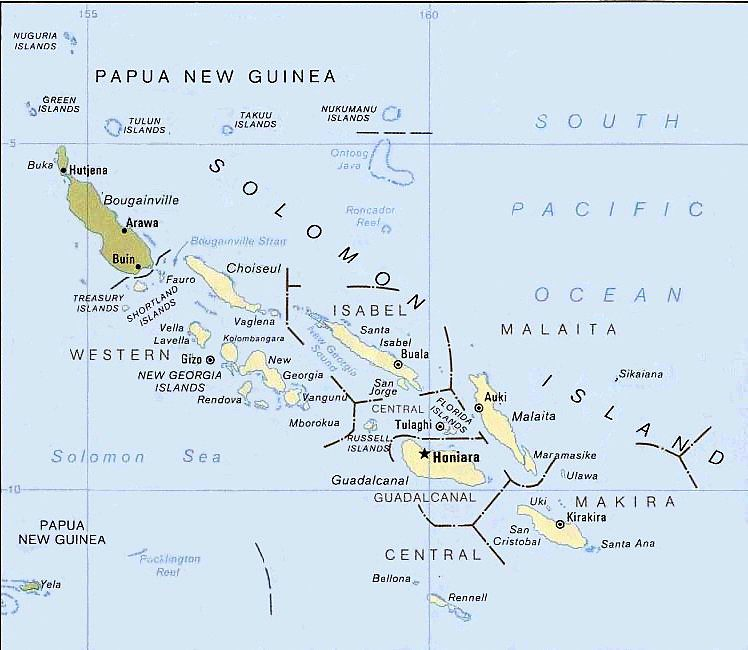
Islas Salomón.

La Provincia Central es una de las nueve provincias de las Islas Salomón, en el océano Pacífico. Comprende las Islas Florida, las Islas Russell y la Isla de Savo. La capital de la provincia es la población de Tulagi, situada en la isla del mismo nombre, en el grupo de las Islas Florida. La provincia tiene una extensión de 615 km², siendo la menor de las nueve que forman el país. La población en 1999 era de 21.577 habitantes, lo que hacía una densidad de población de 35.1 habitantes/km², siendo la provincia más densamente poblada del país.
- Datos: Q293722